# Jože Bavcon
Jože Bavcon, slovenski botanik, * 23. januar 1962, Ljubljana.
Diplomiral je 1986 in doktoriral 1996 na Oddelku za biologijo Biotehniške fakultete v Ljubljani. V letih 1986 do 1994 je bil zaposlen na Nacionalnem inštitutu za biologijo, odtlej pa je vodja ljubljanskega Botaničnega vrta. Sam ali s soavtorji je objavil več znanstvenih in strokovnih člankov  in knjigo Vrt domovinske flore. (COBISS). 